# Lijst van rijksmonumenten in Garnwerd
De plaats Garnwerd telt 24 inschrijvingen in het rijksmonumentenregister. Hieronder een overzicht. 
Voor een overzicht van beschikbare afbeeldingen zie de categorie Rijksmonumenten in Garnwerd op Wikimedia Commons.
| Object                                                                     | Oorspronkelijke functie?  | Bouwjaar                                                              | Architect | Locatie                    | Coördinaten?                  | Nr.?   | Afbeelding                  |
| -------------------------------------------------------------------------- | ------------------------- | --------------------------------------------------------------------- | --------- | -------------------------- | ----------------------------- | ------ | --------------------------- |
| Sint-Ludgerkerk                                                            | Kerk en kerkonderdeel     | 1229 (koor) 1393 (schip) 1751 (herb. toren) 1974-'76 (rest.)          |           | Burg. Brouwersstraat 1     | 53° 18' 17" NB, 6° 29' 27" OL | 15559  | Meer afbeeldingen           |
| Woning onder dwars zadeldak met wolfseinden tegen zijgevels                | Woonhuis                  |                                                                       |           | Burg. Brouwersstraat 11    | 53° 18' 18" NB, 6° 29' 32" OL | 15560  | Meer afbeeldingen           |
| Schuur onder groot zadeldak                                                | Boerderij                 |                                                                       |           | Burg. Brouwersstraat 19    | 53° 18' 19" NB, 6° 29' 36" OL | 15561  | Schuur onder groot zadeldak |
| Voorm. hervormde pastorie                                                  | Dienstwoning              | 1889                                                                  |           | Burg. Brouwersstraat 4     | 53° 18' 18" NB, 6° 29' 25" OL | 15562  | Meer afbeeldingen           |
| Woning onder zadeldak tussen topgevels                                     | Woonhuis                  | 18e/19e eeuw                                                          |           | Burg. Brouwersstraat 8     | 53° 18' 18" NB, 6° 29' 28" OL | 15563  | Meer afbeeldingen           |
| Dubbele woning onder schilddak met hoekschoorstenen                        | Woonhuis                  | 18e/19e eeuw                                                          |           | Burg. Brouwersstraat 10    | 53° 18' 18" NB, 6° 29' 29" OL | 15564  | Meer afbeeldingen           |
| Woninkje onder zadeldak tussen topgevels met vlechtingen langs de zijden   | Woonhuis                  |                                                                       |           | Burg. Brouwersstraat 12    | 53° 18' 18" NB, 6° 29' 29" OL | 15565  | Meer afbeeldingen           |
| Woonhuis onder zadeldak tegen topgevel                                     | Woonhuis                  |                                                                       |           | Burg. Brouwersstraat 14    | 53° 18' 18" NB, 6° 29' 30" OL | 15566  | Meer afbeeldingen           |
| Woning onder zadeldak tegen topgevels                                      | Woonhuis                  | 1791                                                                  |           | Burg. Brouwersstraat 22    | 53° 18' 19" NB, 6° 29' 31" OL | 15567  | Meer afbeeldingen           |
| Pand onder gerekt zadeldak (vormt een geheel met nr. 26)                   | Woonhuis                  |                                                                       |           | Burg. Brouwersstraat 24    | 53° 18' 19" NB, 6° 29' 31" OL | 15568  | Meer afbeeldingen           |
| Pand onder gerekt zadeldak (vormt een geheel met nr. 24)                   | Woonhuis                  |                                                                       |           | Burg. Brouwersstraat 26    | 53° 18' 19" NB, 6° 29' 32" OL | 15569  | Meer afbeeldingen           |
| Dubbele woning onder een dwars zadeldak met wolfseinden boven de zijgevels | Woonhuis                  | 1771                                                                  |           | Burg. Brouwersstraat 40-42 | 53° 18' 20" NB, 6° 29' 35" OL | 15570  | Meer afbeeldingen           |
| Woonhuis onder schilddak met grote dakkapel boven de ingang                | Woonhuis                  |                                                                       |           | Hunzeweg 8                 | 53° 18' 17" NB, 6° 29' 25" OL | 15571  | Meer afbeeldingen           |
| Pand tegen topgevel met vlechtingen onder twee zadeldaken haaks op elkaar  | Woonhuis                  |                                                                       |           | Hunzeweg 34                | 53° 18' 20" NB, 6° 29' 36" OL | 15573  | Meer afbeeldingen           |
| De Meeuw                                                                   | Industrie- en poldermolen | 1851 gerest. in 1943, 1947, 1967 en 1977 herst. in 2005, 2008 en 2009 |           | Hunzeweg 38                | 53° 18' 17" NB, 6° 29' 39" OL | 15574  | Meer afbeeldingen           |
| Café Hammingh                                                              | Woonhuis                  | ca. 1870                                                              |           | Hunzeweg 32                | 53° 18' 19" NB, 6° 29' 37" OL | 352791 | Meer afbeeldingen           |
| IJzeren ophaalbrug over het Reitdiep                                       | Brug                      | 1933                                                                  |           | bij Hunzeweg 36            | 53° 18' 19" NB, 6° 29' 39" OL | 510788 | Meer afbeeldingen           |
| Dijkcoupure in de oostelijke Reitdiepsdijk                                 | Waterkering en -doorlaat  | voor 1900 2006 (rest.)                                                |           | bij Hunzeweg 36            | 53° 18' 20" NB, 6° 29' 43" OL | 510789 | Meer afbeeldingen           |
| Schotbalkhuisje                                                            | Waterkering en -doorlaat  | 1932-'33 2006 (rest.)                                                 |           | bij Hunzeweg 36            | 53° 18' 20" NB, 6° 29' 43" OL | 510790 | Meer afbeeldingen           |
| Brugwachterswoning met aangebouwde schuur                                  | Dienstwoning              | 1932-'33                                                              |           | Hunzeweg 36                | 53° 18' 18" NB, 6° 29' 38" OL | 510791 | Meer afbeeldingen           |
| Dijkcoupure in de westelijke Reitdiepsdijk                                 | Waterkering en -doorlaat  | 1932-'33                                                              |           | bij Hunzeweg 36            | 53° 18' 18" NB, 6° 29' 39" OL | 510792 | Meer afbeeldingen           |
| Arbeiderswoning met krimpen                                                | Woonhuis                  | waarsch. 1930-1939 1953-1954 (verb.) verm. 1957 (schuur)              |           | Hunzeweg 7                 | 53° 18' 16" NB, 6° 29' 23" OL | 510820 | Arbeiderswoning met krimpen |
| Hervormde kerk, hekwerk                                                    | Kerk en kerkonderdeel     | late 19e eeuw 2003-'04 (rest.)                                        |           | bij Burg. Brouwersstraat 1 | 53° 18' 17" NB, 6° 29' 26" OL | 526224 | Hervormde kerk, hekwerk     |
| Hervormde kerk, kerkhof                                                    | Begraafplaats en -onderdl | 18e eeuw (grafzerken)                                                 |           | bij Burg. Brouwersstraat 1 | 53° 18' 19" NB, 6° 29' 24" OL | 528914 | Upload foto                 |